# Palazzo dei Principi Natoli
O Palazzo dei Principi Natoli é um palácio barroco do século XVIII localizado no centro histórico do vilarejo de Torre Archirafi, no município de Riposto, Sicília, Itália. O palácio também conhecido como Palazzo Vigo. 
De estilo barroco, datando de 1741, era originalmente a residência do príncipe Giovanni Natoli III de Sperlinga.

## Literatura
- Vito Maria Amico, Lexicon Siculum, 1757
- Salvatore Mazzarella, Renato Zanca, Il libro delle Torri, le torri costiere di Sicilia nei secoli XVI-XX , Palermo, Sellerio, 1985. ISBN 9788838900891
- V. Di Maggio  Torri della Contea di Mascali , Acireale 1976.
- La Sicilia disegnata. La carta di Samuel von Schmettau (1720 – 1721), a cura di L. Dufour Ed. Società Storia Patria di Palermo. Palermo 1995.  ISBN 8874010664; ISBN 9788874010660
- Salvatore Trovato, Studi linguistici in memoria di Giovanni Tropea, 2009
- Leo S. Olschki, Archivio storico italiano, 1963
- Francesco Maria Emanuele Gaetani, Della Sicilia Nobile, I and II, stamperia de'Santi Apostoli, Palermo 1754
- Francesco San Martino De Spucches, Mario Gregorio, La Storia dei feudi e dei titoli nobiliari di Sicilia
- Maria Giuffrè, Città nuove di Sicilia, XV-XIX secolo, 1979
- Vito Maria Amico: Dizionario topografico della Sicilia, Bd. 2, 1856, S. 542.
- Giovanni Paternó-Castello, Nicosia, Sperlinga, Cerami, Troina, Adernò, Ist. Ital. d'arti graf., 1907, kept in "University of California", United States
- Vincenzo Palizzolo Gravina, Il blasone in Sicilia ossia Raccolta araldica, 1871
- Si ha la Storia del Baronaggio di questo regno di Sicilia, distinto ne' Principi, duchi, Marchesi, Conti, e Baroni (etc.), Bentivenga, 1754
- «Best Of Sicily»